# 丹·拜德
丹·拜德（英語：Daniel "Dan" Byrd，1985年11月20日—）是美國的一位演員。他出演過的主要電影有2004年電影灰姑娘的故事、2006年電影隔山有眼、2010年電影緋聞計劃，以及情景喜劇我家來個外國人和熟女鎮。